# Raimund Margreiter
Raimund Margreiter (* 16. Mai 1941) ist ein österreichischer Chirurg. Aufgrund seiner Pionierleistungen auf dem Gebiet der Transplantationsmedizin, beispielsweise der ersten Herztransplantation in Österreich 1983, erlangte er auch außerhalb der medizinischen Fachwelt internationale Bekanntheit.

## Leben

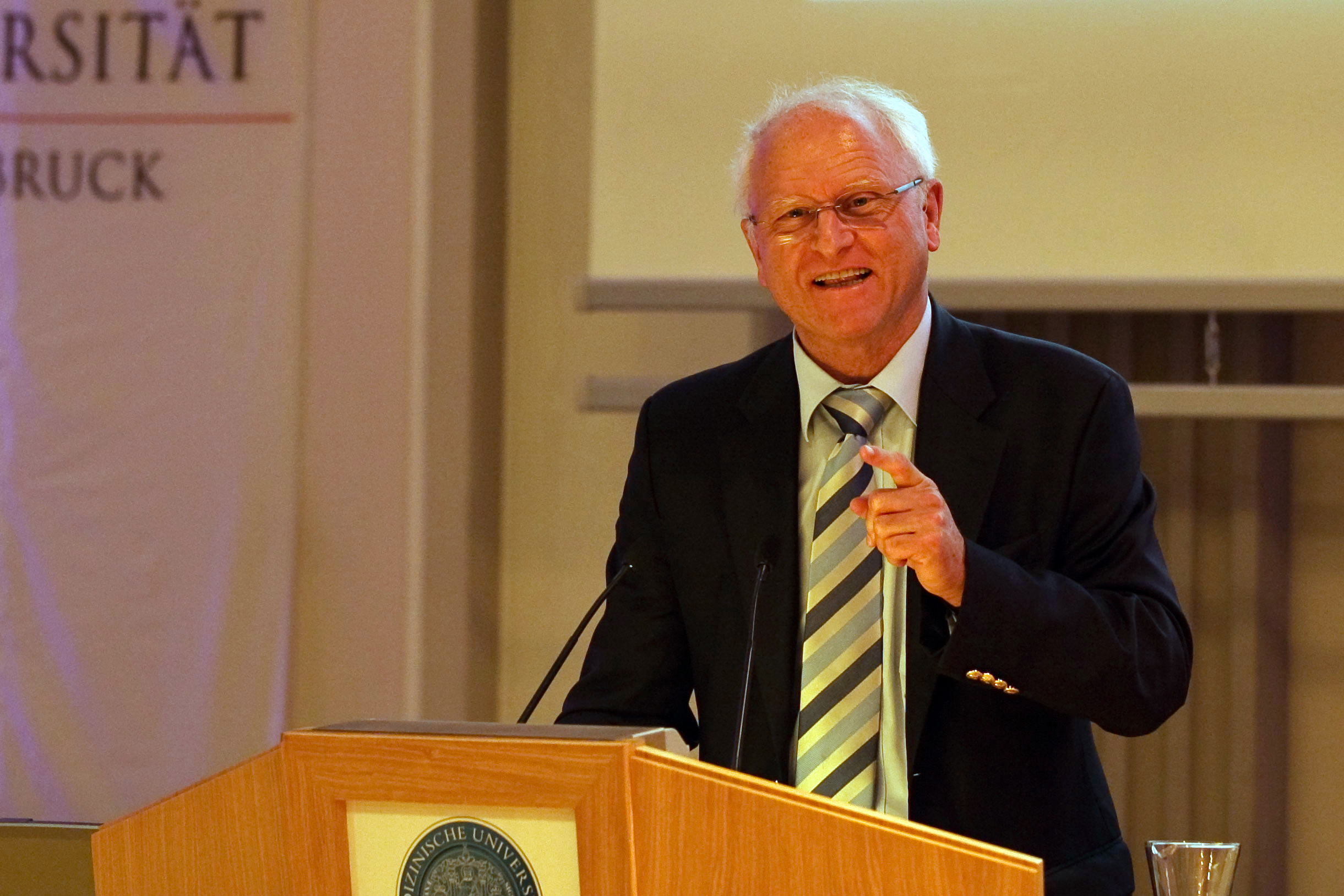
Raimund Margreiter beim Neujahrsempfang 2013 der Medizinischen Universität Innsbruck. Bild: (c) MUI/PR

Raimund Margreiter wurde in Fügen im Zillertal geboren. Sein Großvater und sein Urgroßvater waren Ärzte, aus den Matrikenbüchern der Pfarren Fügen und Uderns geht darüber hinaus hervor, dass weitere vier direkte Vorfahren als Ärzte tätig waren, wobei die ersten vier als Chirurgen bezeichnet wurden. In Innsbruck absolvierte er das Medizinstudium und wurde 1965 zum Dr. med. promoviert. Nach Anstellungen in Salzburg (Arbeitsunfall-Krankenhaus, Landeskrankenhaus) kehrte er 1967 auf eine Assistentenstelle für Chirurgie nach Innsbruck zurück und absolvierte an der Innsbrucker Universitätsklinik für Chirurgie seine Facharztausbildung in Allgemeinchirurgie.
Abgesehen von einigen Kurzaufenthalten in den USA und England verbrachte er seine weitere Berufslaufbahn in Innsbruck, wo er sich 1980 habilitierte. 1981 wurde Margreiter zum Leiter der Abteilung für Transplantationschirurgie an der Universitätsklinik für Chirurgie ernannt. Ab 1999 war er bis zu seiner Emeritierung im Jahre 2009 Vorstand der Chirurgischen Klinik.

## Werk
Margreiter hatte sich die Kenntnisse für die Transplantationsmedizin weitgehend im Selbststudium angeeignet. Als Autodidakt gelang es ihm, eine Abteilung aufzubauen, an der für jede Form von Organversagen temporärer (Dialyse, verschiedene Methoden der Leberersatz-Therapie, extrakorporale Membran-Oxygenierung, Ventrikel-unterstützende Systeme bzw. Kunstherz) als auch permanenter Ersatz durch Transplantation angeboten wurde.

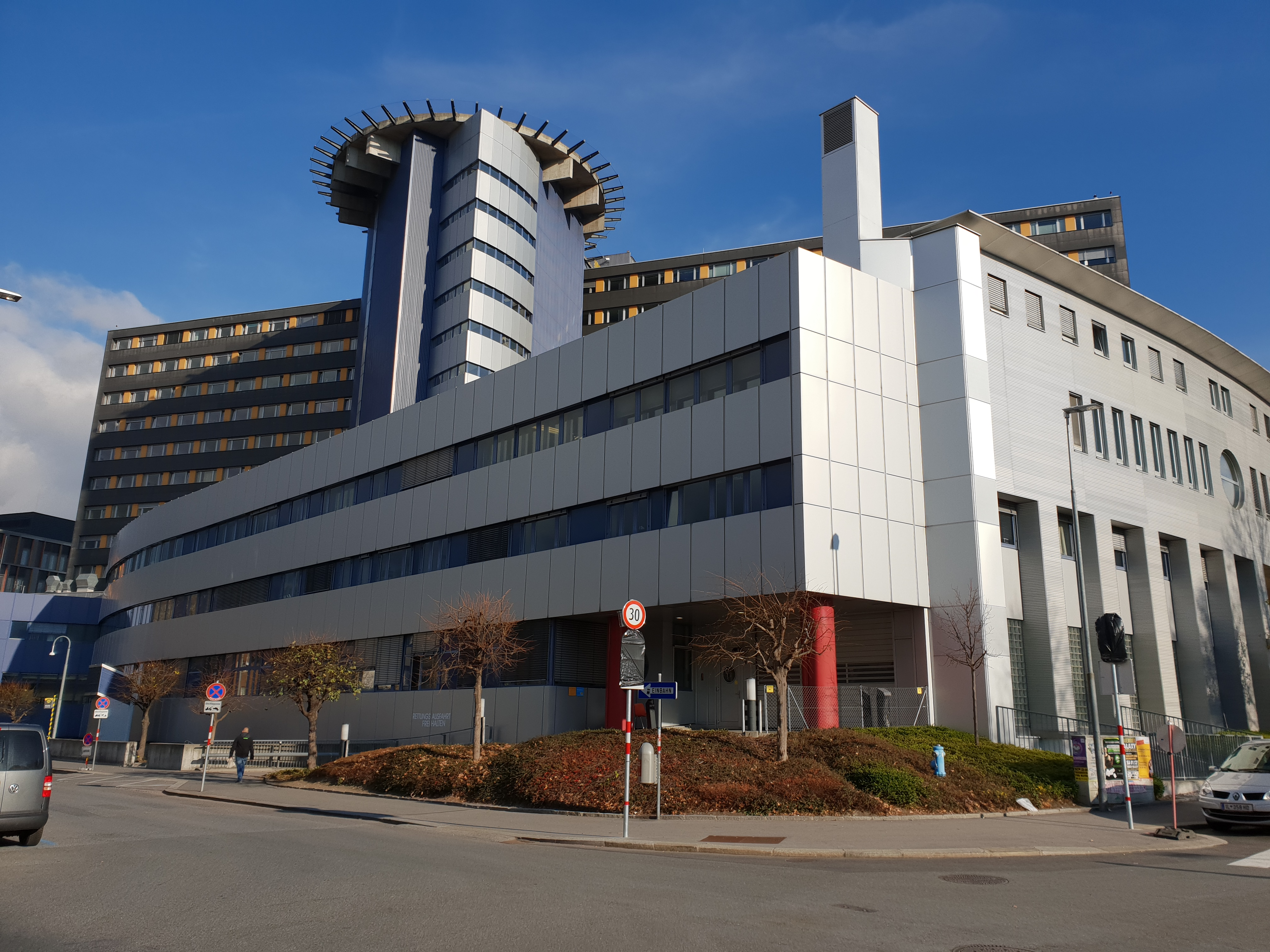
Chirurgiegebäude am Universitätsklinikum Innsbruck

1974 führten Margreiter und sein Team die erste erfolgreiche Nierenverpflanzung in West-Österreich durch. Im Jahre 1977 begann er, ein Leber- und zwei Jahre später ein Bauchspeicheldrüsen-Transplantationsprogramm aufzubauen. In beiden Bereichen führte er die jeweils erste erfolgreiche Transplantation in Österreich durch. Gemeinsam mit internistischen Onkologen gelang ihm im Jahre 1982 die weltweit erste kombinierte Leber-Knochenmarkstransplantation. Am 11. Oktober 1983 führte ein von Margreiter geleitetes Transplantationsteam mit Unterstützung Franz Gschnitzers an dem Patienten Josef Wimmer die erste Herztransplantation in Österreich durch, kurze Zeit später die weltweit erste kombinierte Leber-Nierentransplantation.
1985 führte Margreiter die erste österreichische Herz-Lungentransplantation und 1987 die erste Doppellungentransplantation im Eurotransplant-Raum durch. 1989 folgte die weltweit erste erfolgreiche Multiviszeraltransplantation und 1994 die erste isolierte Darmverpflanzung im Eurotransplant-Bereich. Die erste Inselzell-Transplantation wurde 1995, die erste Leberteiltransplantation von einer Lebendspenderin 1997 durchgeführt. Beide Eingriffe erfolgten erstmals in Österreich. Im selben Jahr gelang die bis dahin im Eurotransplantraum noch nie durchgeführte Cluster-Transplantation (Leber, Bauchspeicheldrüse, Zwölffingerdarm).
Sein prominentester Patient war der aus Feldkirchen in Kärnten stammende Polizist Theo Kelz, der beim Versuch, eine Bombe des Attentäters Franz Fuchs zu entschärfen, beide Hände verloren hatte. Im März 2000 wurden ihm von Margreiter und Hildegunde Piza in einer 18 Stunden dauernden Operation zwei Hände transplantiert.
Im Jahre 2003 folgte die weltweit erste Transplantation beider Unterarme. Margreiter ist weltweit der einzige Chirurg, der jedes Organ transplantiert hat.
Margreiter ist Gründer des Daniel Swarovski Forschungslabors an der Medizinischen Universität Innsbruck und Mitbegründer des Tiroler Krebsforschungsinstitutes. Er ist Autor von 738 Original-Publikationen.
Er ist Autor von 738 Original-Publikationen, hat über 30 Buchbeiträge und zwei Bücher geschrieben. Die erste Auflage des Buches Geschichte der Innsbrucker Chirurgischen Universitätsklinik erschien gemeinsam mit Co-Autor Heinz Huber 2012. Sein zweites Buch Ein Leben für die Chirurgie, das neben seinen Erfahrungen in der Allgemein- und Transplantationschirurgie auch seine wesentlichen sportlichen Erlebnisse schildert, erschien 2021, 2022 folgt die zweite und 2023 die dritte Auflage.

## Sportliche Aktivitäten

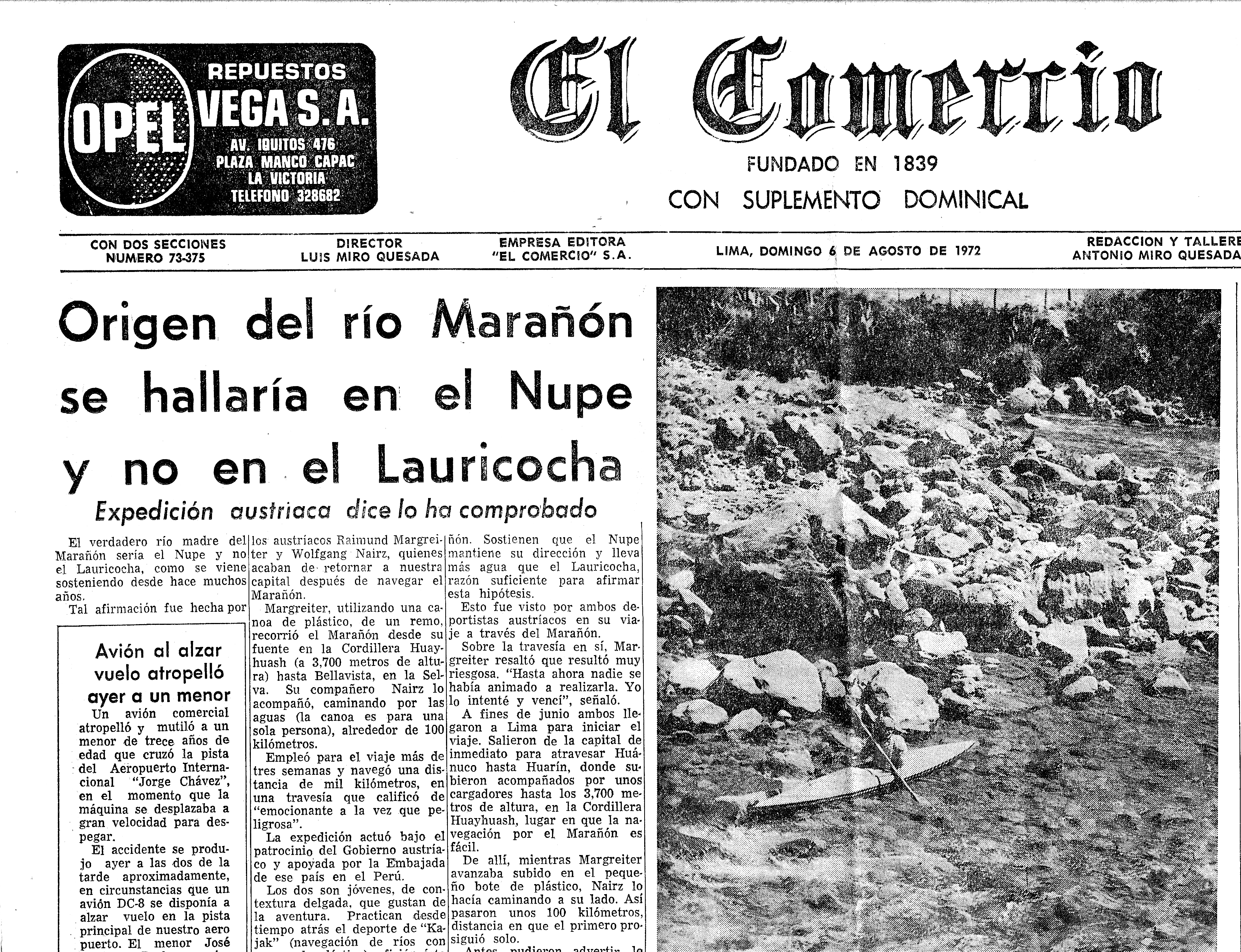
Foto der Titelseite der peruanischen Tageszeitung El Comercio vom 6. August 1972 mit einem Bericht über die Kajak-Erstbefahrung der Amazonas-Quellflüsse Maranon und Rio Nupe durch den Österreichischen Chirurgen und Alpinsportler Raimund Margreiter.

Margreiter war ein begeisterter Abenteurer und aktiver Sportler. Dabei konzentrierte er sich vor allem auf die drei Alpinsportarten Bergsteigen, Wildwasserpaddeln und Skifahren.
1969 war Margreiter Mitglied der Tiroler Andenexpedition zum Yerupaja Grande und der Tiroler Hindukusch-Expedition 1970 zum Tirich Mir. 1970 war er an der Rettung des am Mount Kenya verunglückten Gert Judmair beteiligt und nahm 1978 an der erfolgreichen österreichischen Mount-Everest-Expedition teil.
Neben der Besteigung von drei Siebentausendern und mehreren Sechstausendern gelang ihm 1973 gemeinsam mit drei Mitgliedern des Akademischen Alpenklubs Innsbruck die Erstbegehung des Südpfeilers auf den Huascaran Süd.
1971 leitete er die erste Himalaya Paddelexpedition, in deren Rahmen auf der Anreise der Karadj in Persien und der Kabul-River in Afghanistan erstbefahren wurden. Neben der Erstbefahrung des Gilgit samt Quellflüssen, des Hunza und des Oberlaufes des Astor wurde auf dem Indus das gesamte Himalaya Gebirge bis Attock in der pakistanischen Tiefebene durchquert. Zusätzlich gelangen auch die Erstbefahrung des Swat und dessen Quellfluss Gabral bis Saidu Sharif. Insgesamt wurden im Rahmen dieser Expedition etwa 730 Kilometer Wildwasser erstbefahren.
Im Jahre 1972 unternahm Margreiter zunächst gemeinsam mit Wolfgang Nairz eine Expedition nach Peru, um den Río Marañón, den linken Quellfluss des Amazonas erstmals im Kajak zu befahren. Beim Zusammenfluss von Rio Lauricocha und Rio Nupe konnten sie aufgrund der größeren Wasserführung und der Beibehaltung der Richtung den Rio Nupe als Quellfluss des Maranon und damit auch des Amazonas identifizieren. Während Margreiter den Fluss mit dem Kajak befuhr, wurde er über die ersten 80 Kilometer von Wolfgang Nairz zu Lande begleitet. Als das Gebiet jedoch zu Fuß kein Durchkommen mehr ermöglichte, entschloss sich Margreiter, den Fluss alleine im Kajak zu befahren. Sein Bericht über die Erstbefahrung der Amazonasquelle von etwa 3.800 m Seehöhe bis nach Bellavista in 280 m wurde 1973 im Alpenvereinsjahrbuch 1973 des deutsch-österreichischen Alpenvereins publiziert.
Im Anschluss an diese Expedition gelang Raimund Margreiter und Wolfgang Nairz gemeinsam die erste Skibesteigung des Nevado de Copa.
1973 gelang Margreiter die Erstbefahrung des Río Santa in Peru.
1976 befuhr er mit Paddel-Weltmeister Kurt Presslmayr  und Wolf Steinwendtner – ebenfalls Medaillen-Gewinner bei den Kanu-Slalom-Weltmeisterschaften 1955 – auf Sri Lanka erstmals die Flüsse Agra Oya, Kelani Ganga, Kalu Ganga und Mahaweli Ganga und im Jahr 1985 den Maha Oya.
Margreiter gewann zweimal die Ärzteskiweltmeisterschaften: 1970 in Val-d’Isère und 1971 in Cortina d’Ampezzo.
Für seine sportlichen Erfolge wurden ihm das Landessportehrenzeichen und die Panathlon Trophäe des Club Innsbruck verliehen.

## Filmographie
- Still Alive – Drama am Mt. Kenya. Dokumentation 2016. Regie: Reinhold Messner Mitwirkender und wird dargestellt.

## Bibliografie
- 2012 Geschichte der Innsbrucker Chirurgischen Universitätsklinik, ISBN 978-3-85218-593-4
- 2021 Ein Leben für die Chirurgie, ISBN 978-3-9505139-0-5 (Biografie)

## Auszeichnungen
- 1985 Ehrenzeichen des Landes Tirol[5]
- 1990 Ambrogino (Mailand)
- 1993 Ehrenbürgerschaft Sacile

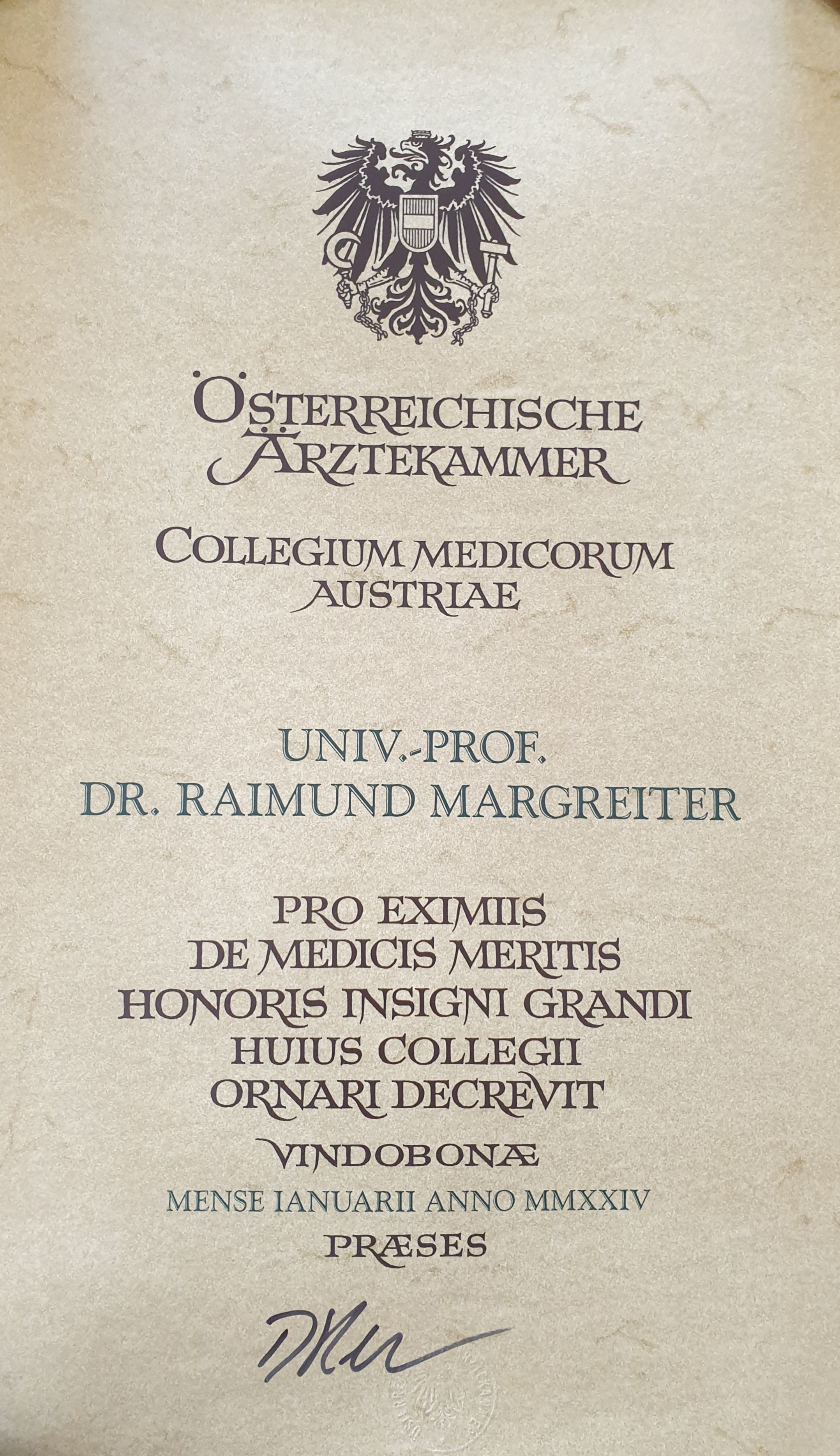

- 1994 Tiroler Landespreis für Wissenschaft[18]

- 1996 erster Rotary-Award der Provinzen Bozen und Trient

- 2000 korrespondierendes Mitglied der Österreichischen Akademie der Wissenschaften
- 2000 Austrian Congress Award
- 2000 Ehrenbürgerschaft Rosolina
- 2000 Goldene Ehrenplakette der Internationalen Polizei-Assoziation
- 2002 Ehrendoktorat der Universität Cluj Napoca
- 2002 Ehrenmitglied Deutsche Transplantationsgesellschaft (DTG)
- 2004 Ehrenkreuz der Gemeinde Fügen
- 2004 Ehrenmitglied der Italienischen Gesellschaft für kolorektale Chirurgie (SICCR)

- 2005 Ehrenring der Stadt Innsbruck[4]
- 2006 Siemens Life Award
- 2006 Großes Verdienstzeichen des Landes Vorarlberg

- 2007 Ehrenmitglied der Deutschen Gesellschaft für Viszeralchirurgie (DGVC)

- 2007 Ehrenmitglied der Österreichischen Gesellschaft für Gastroenterologie und Hepatologie (ÖGGH)
- 2008 Ehrenmitglied der Medizinischen Gesellschaft für Oberösterreich
- 2009 UPVI Award für Wissenschaft und Forschung (Universitätsprofessoren-Verband Innsbruck)
- 2009 Aquila di San Venceslao der Provinz Trient
- 2009 Ehrenmitglied Austrotransplant
- 2009 Certificate of Excellence der Romanian Association for the Study of the Liver (RASL)
- 2010 Ehrenmitglied der Österreichischen Gesellschaft für Chirurgie
- 2011 Annual Award Czech Transplant Foundation
- 2011 Ehrenmitglied Schweizer Gesellschaft für Chirurgie
- 2012 Award of Excellence: 20 Years of European Transplant in Romania
- 2013 Ehrenmitglied European Society of Organ Transplantation (ESOT)
- 2013 Pioneer International Hand and Composite Tissue Allotransplantation Society (IHCTAS)
- 2017 ILTS Distinguished Service Award (International Liver Transplantation Society)
- 2017 IPITA Richard C. Lillehei Memorial Lecture Award (International Pancreas & Islet Transplantation Association)
- 2017 Eurotransplant 50th Anniversary Award
- 2019 Ehrenmitglied der Tirolisch-Venezianisch-Lombardischen Chirurgenvereinigung[19]
- 2024 Große Ehrenzeichen der Österreichischen Ärztekammer